# Giampaolo Mazza
Giampaolo Mazza (Genova, 26 febbraio 1956) è un allenatore di calcio ed ex calciatore sammarinese, di ruolo centrocampista.

## Carriera

### Club
Nella carriera agonistica ha giocato nel ruolo di centrocampista in numerose squadre italiane e sammarinesi: Santarcangiolese, A.C. San Marino, Riccione, Cattolica, Forlimpopoli, Calcinelli, Serenissima, Murata, Tre Fiori, Cosmos.

### Nazionale
A livello internazionale vanta solo una limitata esperienza poiché al tempo la Federazione Sammarinese Giuoco Calcio non era ancora membro FIFA né UEFA, ma ha comunque disputato i Giochi del Mediterraneo in Siria.
La sua prima partita con la maglia della Nazionale sammarinese è stata l'esordio semi-ufficiale della rappresentativa, contro la formazione Olimpica canadese, in un incontro terminato 1-0 per i nordamericani.
È sceso in campo anche nelle partite dei Giochi del Mediterraneo, precisamente in: Libano-San Marino 0-0, Siria-San Marino 3-0 e Turchia-San Marino 4-0.

### Allenatore
Dopo il ritiro, Mazza ha intrapreso la carriera da allenatore. Tra le squadre da lui allenate ci sono il San Marino Calcio (1989-1990 e 1996-1997), il Riccione (1990-1991), l'Asar Riccione (1993-1996), l'Argentana (1997-1998), il Cattolica (2000-2001), il Misano (2001-2003), il Verucchio (2003-2006), il Cesenatico (2006-2008), Verucchio (2008-2009), Riccione (2009-2010).
Nella sua carriera ha ottenuto 6 promozioni con San Marino, Asar Riccione, Cattolica, Verucchio (2) e Cesenatico.
Il 10 ottobre 1998 esordisce come allenatore della nazionale sammarinese nelle Qualificazioni agli Europei 2000 nella partita contro Israele. 
Alla guida della Nazionale ha ottenuto un pareggio in gare ufficiali per 1-1 contro la Lettonia (Riga, 25 aprile 2001) e può vantare la prima vittoria della storia della selezione, un'amichevole vinta per 1-0 contro il Liechtenstein il 31 luglio 2004 allo Stadio Olimpico di Serravalle.
Dal 2010 oltre all'incarico di commissario tecnico è il responsabile tecnico del settore giovanile della FSGC.
Il 3 marzo 2012 è stato riconfermato come commissario tecnico della nazionale sammarinese per l'ottavo mandato consecutivo dopo 15 anni di guida della nazionale.
Il 17 ottobre 2013 ha annunciato le dimissioni dall'incarico di allenatore della nazionale. Al momento dell'addio era il tecnico che da più tempo sedeva sulla panchina di una nazionale, vanta il record di presenze alle qualificazioni per il Campionato Europeo UEFA.
Sulla panchina della nazionale sammarinese in 15 anni di attività per un totale di 85 presenze di cui 82 sconfitte, 2 pareggi e una vittoria.
Nel 2014 insieme ad un gruppo di allenatori sammarinesi fonda l'Associazione Sammarinese Allenatori Calcio (ASAC) e ne diventa il presidente.
Nel gennaio del 2017 si candida alla presidenza della FSGC dopo le dimissioni dello storico presidente Giorgio Crescentini, perde il ballottaggio con l'altro candidato Marco Tura alla quarta votazione per 35 voti a favore e 40 contrari. Nonostante la non elezione ha continuato fino al 18 luglio 2018  la sua collaborazione con la FSGC come responsabile tecnico e coordinatore della San Marino Academy nata da un suo progetto condiviso dai dirigenti federali.
Nel 2021 insieme ad un gruppo di imprenditori e professionisti sammarinesi partecipa alla rinascita del Victor San Marino iscritto al campionato di Eccellenza Emilia-Romagna e ne diventa il responsabile tecnico.

## Statistiche

### Statistiche da allenatore

#### Nazionale
| Cronologia completa delle presenze e delle reti in nazionale ― San Marino | Cronologia completa delle presenze e delle reti in nazionale ― San Marino | Cronologia completa delle presenze e delle reti in nazionale ― San Marino | Cronologia completa delle presenze e delle reti in nazionale ― San Marino | Cronologia completa delle presenze e delle reti in nazionale ― San Marino | Cronologia completa delle presenze e delle reti in nazionale ― San Marino | Cronologia completa delle presenze e delle reti in nazionale ― San Marino | Cronologia completa delle presenze e delle reti in nazionale ― San Marino |
| Data                                                                      | Città                                                                     | In casa                                                                   | Risultato                                                                 | Ospiti                                                                    | Competizione                                                              | Reti                                                                      | Note                                                                      |
| ------------------------------------------------------------------------- | ------------------------------------------------------------------------- | ------------------------------------------------------------------------- | ------------------------------------------------------------------------- | ------------------------------------------------------------------------- | ------------------------------------------------------------------------- | ------------------------------------------------------------------------- | ------------------------------------------------------------------------- |
| 10-10-1998                                                                | Serravalle                                                                | San Marino                                                                | 0 – 5                                                                     | Israele                                                                   | Qual. Euro 2000                                                           | -                                                                         |                                                                           |
| 14-10-1998                                                                | Serravalle                                                                | San Marino                                                                | 1 – 4                                                                     | Austria                                                                   | Qual. Euro 2000                                                           | Andy Selva                                                                |                                                                           |
| 18-11-1998                                                                | Serravalle                                                                | San Marino                                                                | 0 – 1                                                                     | Cipro                                                                     | Qual. Euro 2000                                                           | -                                                                         |                                                                           |
| 10-2-1999                                                                 | Limassol                                                                  | Cipro                                                                     | 4 – 0                                                                     | San Marino                                                                | Qual. Euro 2000                                                           | -                                                                         |                                                                           |
| 31-3-1999                                                                 | Serravalle                                                                | San Marino                                                                | 0 – 7                                                                     | Spagna                                                                    | Qual. Euro 2000                                                           | -                                                                         |                                                                           |
| 29-4-1999                                                                 | Graz                                                                      | Austria                                                                   | 7 – 0                                                                     | San Marino                                                                | Qual. Euro 2000                                                           | -                                                                         |                                                                           |
| 5-6-1999                                                                  | Villarreal                                                                | Spagna                                                                    | 9 – 0                                                                     | San Marino                                                                | Qual. Euro 2000                                                           | -                                                                         |                                                                           |
| 8-9-1999                                                                  | Tel Aviv                                                                  | Israele                                                                   | 8 – 0                                                                     | San Marino                                                                | Qual. Euro 2000                                                           | -                                                                         |                                                                           |
| 26-4-2000                                                                 | Serravalle                                                                | San Marino                                                                | 0 – 1                                                                     | Moldavia                                                                  | Amichevole                                                                | -                                                                         |                                                                           |
| 7-10-2000                                                                 | Serravalle                                                                | San Marino                                                                | 0 – 2                                                                     | Scozia                                                                    | Qual. Mondiali 2002                                                       | -                                                                         |                                                                           |
| 15-10-2000                                                                | Serravalle                                                                | San Marino                                                                | 0 – 1                                                                     | Lettonia                                                                  | Qual. Mondiali 2002                                                       | -                                                                         |                                                                           |
| 28-2-2001                                                                 | Bruxelles                                                                 | Belgio                                                                    | 10 – 1                                                                    | San Marino                                                                | Qual. Mondiali 2002                                                       | Andy Selva                                                                |                                                                           |
| 28-3-2001                                                                 | Glasgow                                                                   | Scozia                                                                    | 4 – 0                                                                     | San Marino                                                                | Qual. Mondiali 2002                                                       | -                                                                         |                                                                           |
| 25-4-2001                                                                 | Riga                                                                      | Lettonia                                                                  | 1 – 1                                                                     | San Marino                                                                | Qual. Mondiali 2002                                                       | Nicola Albani                                                             |                                                                           |
| 2-6-2001                                                                  | Varaždin                                                                  | Croazia                                                                   | 4 – 0                                                                     | San Marino                                                                | Qual. Mondiali 2002                                                       | -                                                                         |                                                                           |
| 6-6-2001                                                                  | Serravalle                                                                | San Marino                                                                | 1 – 4                                                                     | Belgio                                                                    | Qual. Mondiali 2002                                                       | Andy Selva                                                                |                                                                           |
| 5-9-2001                                                                  | Serravalle                                                                | San Marino                                                                | 0 – 4                                                                     | Croazia                                                                   | Qual. Mondiali 2002                                                       | -                                                                         |                                                                           |
| 21-5-2002                                                                 | Serravalle                                                                | San Marino                                                                | 0 – 1                                                                     | Estonia                                                                   | Amichevole                                                                | -                                                                         |                                                                           |
| 7-9-2002                                                                  | Serravalle                                                                | San Marino                                                                | 0 – 2                                                                     | Polonia                                                                   | Qual. Euro 2004                                                           | -                                                                         |                                                                           |
| 16-10-2002                                                                | Budapest                                                                  | Ungheria                                                                  | 3 – 0                                                                     | San Marino                                                                | Qual. Euro 2004                                                           | -                                                                         |                                                                           |
| 20-10-2002                                                                | Serravalle                                                                | San Marino                                                                | 0 – 1                                                                     | Lettonia                                                                  | Qual. Euro 2004                                                           | -                                                                         |                                                                           |
| 2-4-2003                                                                  | Wodzisław Śląski                                                          | Polonia                                                                   | 5 – 0                                                                     | San Marino                                                                | Qual. Euro 2004                                                           | -                                                                         |                                                                           |
| 30-4-2003                                                                 | Riga                                                                      | Lettonia                                                                  | 3 – 0                                                                     | San Marino                                                                | Qual. Euro 2004                                                           | -                                                                         |                                                                           |
| 7-6-2003                                                                  | Serravalle                                                                | San Marino                                                                | 0 – 6                                                                     | Svezia                                                                    | Qual. Euro 2004                                                           | -                                                                         |                                                                           |
| 11-6-2003                                                                 | Serravalle                                                                | San Marino                                                                | 0 – 5                                                                     | Ungheria                                                                  | Qual. Euro 2004                                                           | -                                                                         |                                                                           |
| 20-8-2003                                                                 | Vaduz                                                                     | Liechtenstein                                                             | 2 – 2                                                                     | San Marino                                                                | Amichevole                                                                | Nicola Ciacci Alex Gasperoni                                              |                                                                           |
| 6-9-2003                                                                  | Göteborg                                                                  | Svezia                                                                    | 5 – 0                                                                     | San Marino                                                                | Qual. Euro 2004                                                           | -                                                                         |                                                                           |
| 28-4-2004                                                                 | Serravalle                                                                | San Marino                                                                | 1 – 0                                                                     | Liechtenstein                                                             | Amichevole                                                                | Andy Selva                                                                |                                                                           |
| 4-9-2004                                                                  | Serravalle                                                                | San Marino                                                                | 0 – 3                                                                     | Serbia e Montenegro                                                       | Qual. Mondiali 2006                                                       | -                                                                         |                                                                           |
| 8-9-2004                                                                  | Kaunas                                                                    | Lituania                                                                  | 4 – 0                                                                     | San Marino                                                                | Qual. Mondiali 2006                                                       | -                                                                         |                                                                           |
| 13-10-2004                                                                | Belgrado                                                                  | Serbia e Montenegro                                                       | 5 – 0                                                                     | San Marino                                                                | Qual. Mondiali 2006                                                       | -                                                                         |                                                                           |
| 17-11-2004                                                                | Serravalle                                                                | San Marino                                                                | 0 – 1                                                                     | Lituania                                                                  | Qual. Mondiali 2006                                                       | -                                                                         |                                                                           |
| 17-11-2004                                                                | Almeria                                                                   | Spagna                                                                    | 5 – 0                                                                     | San Marino                                                                | Qual. Mondiali 2006                                                       | -                                                                         |                                                                           |
| 30-3-2005                                                                 | Serravalle                                                                | San Marino                                                                | 1 – 2                                                                     | Belgio                                                                    | Qual. Mondiali 2006                                                       | Andy Selva                                                                |                                                                           |
| 4-6-2005                                                                  | Serravalle                                                                | San Marino                                                                | 1 – 3                                                                     | Bosnia ed Erzegovina                                                      | Qual. Mondiali 2006                                                       | Andy Selva                                                                |                                                                           |
| 7-9-2005                                                                  | Anversa                                                                   | Belgio                                                                    | 8 – 0                                                                     | San Marino                                                                | Qual. Mondiali 2006                                                       | -                                                                         |                                                                           |
| 8-10-2005                                                                 | Zenica                                                                    | Bosnia ed Erzegovina                                                      | 3 – 0                                                                     | San Marino                                                                | Qual. Mondiali 2006                                                       | -                                                                         |                                                                           |
| 12-10-2005                                                                | Serravalle                                                                | San Marino                                                                | 0 – 6                                                                     | Spagna                                                                    | Qual. Mondiali 2006                                                       | -                                                                         |                                                                           |
| 16-8-2006                                                                 | Serravalle                                                                | San Marino                                                                | 0 – 3                                                                     | Albania                                                                   | Amichevole                                                                | -                                                                         |                                                                           |
| 6-9-2006                                                                  | Serravalle                                                                | San Marino                                                                | 0 – 13                                                                    | Germania                                                                  | Qual. Euro 2008                                                           | -                                                                         |                                                                           |
| 7-10-2006                                                                 | Liberec                                                                   | Rep. Ceca                                                                 | 7 – 0                                                                     | San Marino                                                                | Qual. Euro 2008                                                           | -                                                                         |                                                                           |
| 15-11-2006                                                                | Dublino                                                                   | Irlanda                                                                   | 5 – 0                                                                     | San Marino                                                                | Qual. Euro 2008                                                           | -                                                                         |                                                                           |
| 28-3-2007                                                                 | Cardiff                                                                   | Galles                                                                    | 3 – 0                                                                     | San Marino                                                                | Qual. Euro 2008                                                           | -                                                                         |                                                                           |
| 7-2-2007                                                                  | Serravalle                                                                | San Marino                                                                | 1 – 2                                                                     | Irlanda                                                                   | Qual. Euro 2008                                                           | Manuel Marani                                                             |                                                                           |
| 2-6-2007                                                                  | Norimberga                                                                | Germania                                                                  | 6 – 0                                                                     | San Marino                                                                | Qual. Euro 2008                                                           | -                                                                         |                                                                           |
| 22-8-2007                                                                 | Serravalle                                                                | San Marino                                                                | 0 – 1                                                                     | Cipro                                                                     | Qual. Euro 2008                                                           | -                                                                         |                                                                           |
| 8-9-2007                                                                  | Serravalle                                                                | San Marino                                                                | 0 – 3                                                                     | Rep. Ceca                                                                 | Qual. Euro 2008                                                           | -                                                                         |                                                                           |
| 12-9-2007                                                                 | Nicosia                                                                   | Cipro                                                                     | 3 – 0                                                                     | San Marino                                                                | Qual. Euro 2008                                                           | -                                                                         |                                                                           |
| 13-10-2007                                                                | Dubnica nad Váhom                                                         | Slovacchia                                                                | 7 – 0                                                                     | San Marino                                                                | Qual. Euro 2008                                                           | -                                                                         |                                                                           |
| 17-10-2007                                                                | Serravalle                                                                | San Marino                                                                | 1 – 2                                                                     | Galles                                                                    | Qual. Euro 2008                                                           | Andy Selva                                                                |                                                                           |
| 21-11-2007                                                                | Serravalle                                                                | San Marino                                                                | 0 – 5                                                                     | Slovacchia                                                                | Qual. Euro 2008                                                           | -                                                                         |                                                                           |
| 10-9-2008                                                                 | Serravalle                                                                | San Marino                                                                | 0 – 2                                                                     | Polonia                                                                   | Qual. Mondiali 2010                                                       | -                                                                         |                                                                           |
| 11-10-2008                                                                | Serravalle                                                                | San Marino                                                                | 1 – 3                                                                     | Slovacchia                                                                | Qual. Mondiali 2010                                                       | Andy Selva                                                                |                                                                           |
| 15-10-2008                                                                | Belfast                                                                   | Irlanda del Nord                                                          | 4 – 0                                                                     | San Marino                                                                | Qual. Mondiali 2010                                                       | -                                                                         |                                                                           |
| 19-11-2008                                                                | Serravalle                                                                | San Marino                                                                | 0 – 3                                                                     | Rep. Ceca                                                                 | Qual. Mondiali 2010                                                       | -                                                                         |                                                                           |
| 11-2-2009                                                                 | Serravalle                                                                | San Marino                                                                | 0 – 3                                                                     | Irlanda del Nord                                                          | Qual. Mondiali 2010                                                       | -                                                                         |                                                                           |
| 1-4-2009                                                                  | Kielce                                                                    | Polonia                                                                   | 10 – 0                                                                    | San Marino                                                                | Qual. Mondiali 2010                                                       | -                                                                         |                                                                           |
| 6-6-2009                                                                  | Bratislava                                                                | Slovacchia                                                                | 7 – 0                                                                     | San Marino                                                                | Qual. Mondiali 2010                                                       | -                                                                         |                                                                           |
| 19-8-2009                                                                 | Maribor                                                                   | Slovenia                                                                  | 5 – 0                                                                     | San Marino                                                                | Qual. Mondiali 2010                                                       | -                                                                         |                                                                           |
| 9-9-2009                                                                  | Uherské Hradiště                                                          | Rep. Ceca                                                                 | 7 – 0                                                                     | San Marino                                                                | Qual. Mondiali 2010                                                       | -                                                                         |                                                                           |
| 14-10-2009                                                                | Serravalle                                                                | San Marino                                                                | 0 – 3                                                                     | Slovenia                                                                  | Qual. Mondiali 2010                                                       | -                                                                         |                                                                           |
| 3-9-2010                                                                  | Serravalle                                                                | San Marino                                                                | 0 – 5                                                                     | Paesi Bassi                                                               | Qual. Euro 2012                                                           | -                                                                         |                                                                           |
| 7-9-2010                                                                  | Malmö                                                                     | Svezia                                                                    | 6 – 0                                                                     | San Marino                                                                | Qual. Euro 2012                                                           | -                                                                         |                                                                           |
| 8-10-2010                                                                 | Budapest                                                                  | Ungheria                                                                  | 8 – 0                                                                     | San Marino                                                                | Qual. Euro 2012                                                           | -                                                                         |                                                                           |
| 12-10-2010                                                                | Serravalle                                                                | San Marino                                                                | 0 – 2                                                                     | Moldavia                                                                  | Qual. Euro 2012                                                           | -                                                                         |                                                                           |
| 17-11-2010                                                                | Helsinki                                                                  | Finlandia                                                                 | 8 – 0                                                                     | San Marino                                                                | Qual. Euro 2012                                                           | -                                                                         |                                                                           |
| 9-2-2011                                                                  | Serravalle                                                                | San Marino                                                                | 0 – 1                                                                     | Liechtenstein                                                             | Amichevole                                                                | -                                                                         |                                                                           |
| 3-6-2011                                                                  | Serravalle                                                                | San Marino                                                                | 0 – 1                                                                     | Finlandia                                                                 | Qual. Euro 2012                                                           | -                                                                         |                                                                           |
| 7-6-2011                                                                  | Serravalle                                                                | San Marino                                                                | 0 – 3                                                                     | Ungheria                                                                  | Qual. Euro 2012                                                           | -                                                                         |                                                                           |
| 10-8-2011                                                                 | Serravalle                                                                | San Marino                                                                | 0 – 1                                                                     | Romania                                                                   | Amichevole                                                                | -                                                                         |                                                                           |
| 2-9-2011                                                                  | Amsterdam                                                                 | Paesi Bassi                                                               | 11 – 0                                                                    | San Marino                                                                | Qual. Euro 2012                                                           | -                                                                         |                                                                           |
| 6-9-2011                                                                  | Serravalle                                                                | San Marino                                                                | 0 – 5                                                                     | Svezia                                                                    | Qual. Euro 2012                                                           | -                                                                         |                                                                           |
| 11-10-2011                                                                | Chișinău                                                                  | Moldavia                                                                  | 4 – 0                                                                     | San Marino                                                                | Qual. Euro 2012                                                           | -                                                                         |                                                                           |
| 14-8-2012                                                                 | Serravalle                                                                | San Marino                                                                | 2 – 3                                                                     | Malta                                                                     | Amichevole                                                                | Manuel Marani Danilo Rinaldi                                              |                                                                           |
| 11-9-2012                                                                 | Serravalle                                                                | San Marino                                                                | 0 – 6                                                                     | Montenegro                                                                | Qual. Mondiali 2014                                                       | -                                                                         |                                                                           |
| 12-10-2012                                                                | Londra                                                                    | Inghilterra                                                               | 5 – 0                                                                     | San Marino                                                                | Qual. Mondiali 2014                                                       | -                                                                         |                                                                           |
| 16-10-2012                                                                | Serravalle                                                                | San Marino                                                                | 0 – 2                                                                     | Moldavia                                                                  | Qual. Mondiali 2014                                                       | -                                                                         |                                                                           |
| 14-11-2012                                                                | Podgorica                                                                 | Montenegro                                                                | 3 – 0                                                                     | San Marino                                                                | Qual. Mondiali 2014                                                       | -                                                                         |                                                                           |
| 22-3-2013                                                                 | Serravalle                                                                | San Marino                                                                | 0 – 8                                                                     | Inghilterra                                                               | Qual. Mondiali 2014                                                       | -                                                                         |                                                                           |
| 26-3-2013                                                                 | Varsavia                                                                  | Polonia                                                                   | 5 – 0                                                                     | San Marino                                                                | Qual. Mondiali 2014                                                       | -                                                                         |                                                                           |
| 31-5-2013                                                                 | Bologna                                                                   | Italia                                                                    | 4 – 0                                                                     | San Marino                                                                | Amichevole                                                                | -                                                                         |                                                                           |
| 6-9-2013                                                                  | Leopoli                                                                   | Ucraina                                                                   | 9 – 0                                                                     | San Marino                                                                | Qual. Mondiali 2014                                                       | -                                                                         |                                                                           |
| 10-9-2013                                                                 | Serravalle                                                                | San Marino                                                                | 1 – 5                                                                     | Polonia                                                                   | Qual. Mondiali 2014                                                       | Alessandro Della Valle                                                    |                                                                           |
| 11-10-2013                                                                | Chișinău                                                                  | Moldavia                                                                  | 3 – 0                                                                     | San Marino                                                                | Qual. Mondiali 2014                                                       | -                                                                         |                                                                           |
| 15-10-2013                                                                | Serravalle                                                                | San Marino                                                                | 0 – 8                                                                     | Ucraina                                                                   | Qual. Mondiali 2014                                                       | -                                                                         |                                                                           |
| Totale                                                                    |                                                                           | Presenze                                                                  | 85                                                                        |                                                                           | Reti                                                                      | 15                                                                        |                                                                           |

## Palmarès

### Giocatore

#### Competizioni interregionali
- Campionato Interregionale: 1

San Marino: 1987-1988 (girone D)

#### Competizioni regionali
- Promozione: 1

San Marino: 1985-1986 (girone A)

### Allenatore

#### Competizioni regionali
- Eccellenza: 3

San Marino: 1996-1997
Verucchio: 2004-2005
Cesenatico: 2006-2007
- Promozione: 3

Asar Riccione: 1993-1994
Cattolica: 2000-2001
Verucchio: 2003-2004
- Coppa Italia regionale: 2

San Marino: 1996-1997
Misano: 2001-2002